# Woodford (Wielki Manchester)
Woodford – wieś w Anglii, w hrabstwie ceremonialnym Wielki Manchester, w dystrykcie metropolitalnym Stockport. Leży 16 km na południe od centrum miasta Manchester.